# Joanné Nugas
Joanné Pastor Nugas, född 6 januari 1995 i Stockholm, är en svensk sångerska, röstskådespelare och artist.

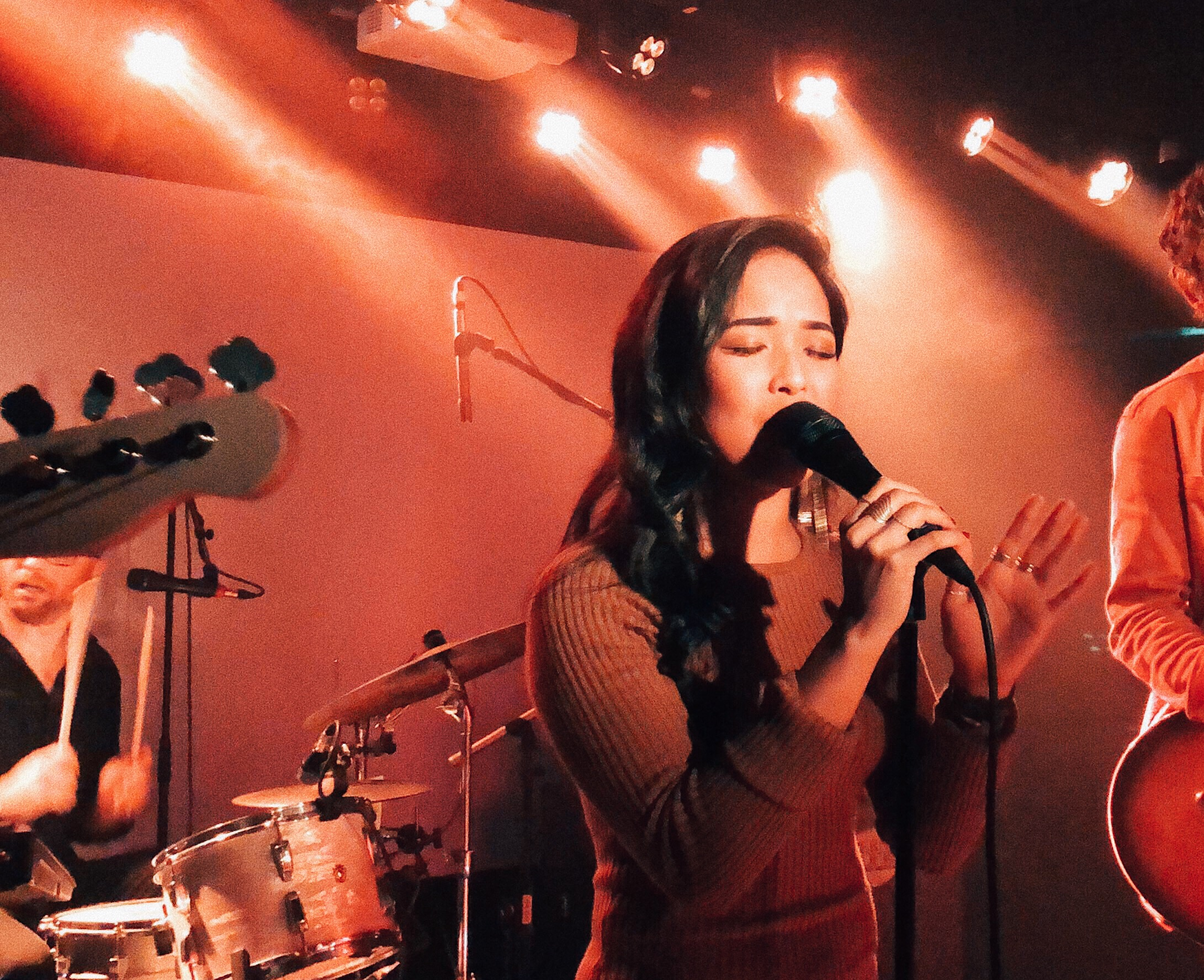
Joanné Nugas liveframträdande, Nalen 2019.

Hon är sångerska i den svenska a cappella-gruppen The Real Group och är den svenska rösten till Ariel i Disneyfilmen Den lilla sjöjungfrun från 2023. Nugas sjöng även titelspåret "Hela min värld", på SVT:s "Tillsammans för Världens Barn", samma år som filmen släpptes.
Hösten 2022 och 2023 medverkade hon som sångerska i husbandet till TV-programmet Hellenius hörna i varje avsnitt. Hon har även körat på Melodifestivalen 2021 bakom Frida Green. Året därpå körade hon bakom Cedrik Hammar på hans framträdande av Peter Himmelstrands "Alla har glömt" under andra chansens mellanakt på Melodifestivalen 2022.
Tillsammans med Sissel Kyrkjebø, Lasse Holm, Gunilla Backman, Alba August och La Gaylia Frazier medverkade Joanné Nugas på "Tolvslaget på Skansen" 2023, där hon tolkade Louis Armstrongs låt "When You're Smiling".
2024 sjöng Nugas med The Real Group på nationaldagsfirandet på Skansen, där gruppen tolkade Kents hitlåt "Sverige".
I juni 2017 sjöng Nugas på damlandslagets officiella EM-låt "Hjärtan av guld" tillsammans med Albin Johnsén. 2023 släppte de även låten "Tagit över himlen". 
Hon är uppväxt i Vårby i Huddinge kommun med föräldrar som kommer från Filippinerna. Nugas har gått i grundskolan Adolf Fredriks musikklasser i Stockholm och därefter gymnasiet Rytmus. 